# Odynerus cherkensis
Odynerus cherkensis är en stekelart som beskrevs av Giordani Soika. Odynerus cherkensis ingår i släktet lergetingar, och familjen Eumenidae. Inga underarter finns listade i Catalogue of Life.